# Picullus
Picullus, Pikuls - bóg świata podziemnego i ciemności. Hipostaza boga magii. 